# Кастанье, Жозеф-Антуан
Жозе́ф-Антуа́н Кастанье́ (фр. Joseph Castagné; Ио́сиф Анто́нович Кастанье́; 1875—1958) — российский археолог и историк-востоковед, преподаватель французского языка в России, французский политический историк, специализирующийся по Средней Азии.

## Биография
Жозеф-Антуан Кастанье родился в небольшом французском городке Гайяк в 1875 году. Свои юношеские годы он провёл в Тулузе, где он окончил лицей, а затем в течение семи лет посещал лекции по французскому языку на высших курсах. Он получил диплом licencié-ès-lettres, который давал право преподавать французский язык в средних учебных заведениях.
Жозеф-Антуан Кастанье (на русский манер его звали Иосиф Антонович Кастанье) приехал в Россию из Франции весной 1899 года. Первоначально он поселился на Северном Кавказе. По распоряжению попечителя Кавказского учебного округа Ж.-А. Кастанье был назначен исполняющим обязанности учителя французского языка в частной прогимназии и в женской гимназии графини Евдокимовой в Пятигорске. В феврале 1901 года после успешно выдержанного испытания в педагогическом совете Владикавказской гимназии он получил звание учителя гимназии по французскому языку. В 1901 году он вместе с женой и дочерью переехал в Оренбург, где он преподавал французский язык сначала в Оренбургском реальном училище, а затем в Оренбургской мужской гимназии и Неплюевском кадетском корпусе.
Наряду со своей преподавательской деятельностью ещё на Кавказе Кастанье начал заниматься этнографическими исследованиями, которые он продолжил в Оренбурге, где он также стал собирать и исследовать центрально-азиатские древности.
В 1902 году Кастанье был избран действительным членом Оренбургской ученой архивной комиссии — одного из старейших научных обществ края, а с сентября 1909 года был избран её вице-председателем.
В 1904 году он получил право от Санкт-Петербургской Императорской археологической комиссии на проведения раскопок и с этого времени стал проводить рекогносцировочные поездки по всем уездам Оренбургской губернии и эпизодические раскопки на этой территории, для чего выезжал в различные районы в экспедиции. Результаты своих исследований он с 1904 года публиковал в печати. В 1904 году Кастанье совершил своё первое путешествие в Туркестан.
В 1909 году Ж. Кастанье стал исполнять обязанности хранителя музея, находившегося под попечительством Оренбургской ученой архивной комиссии

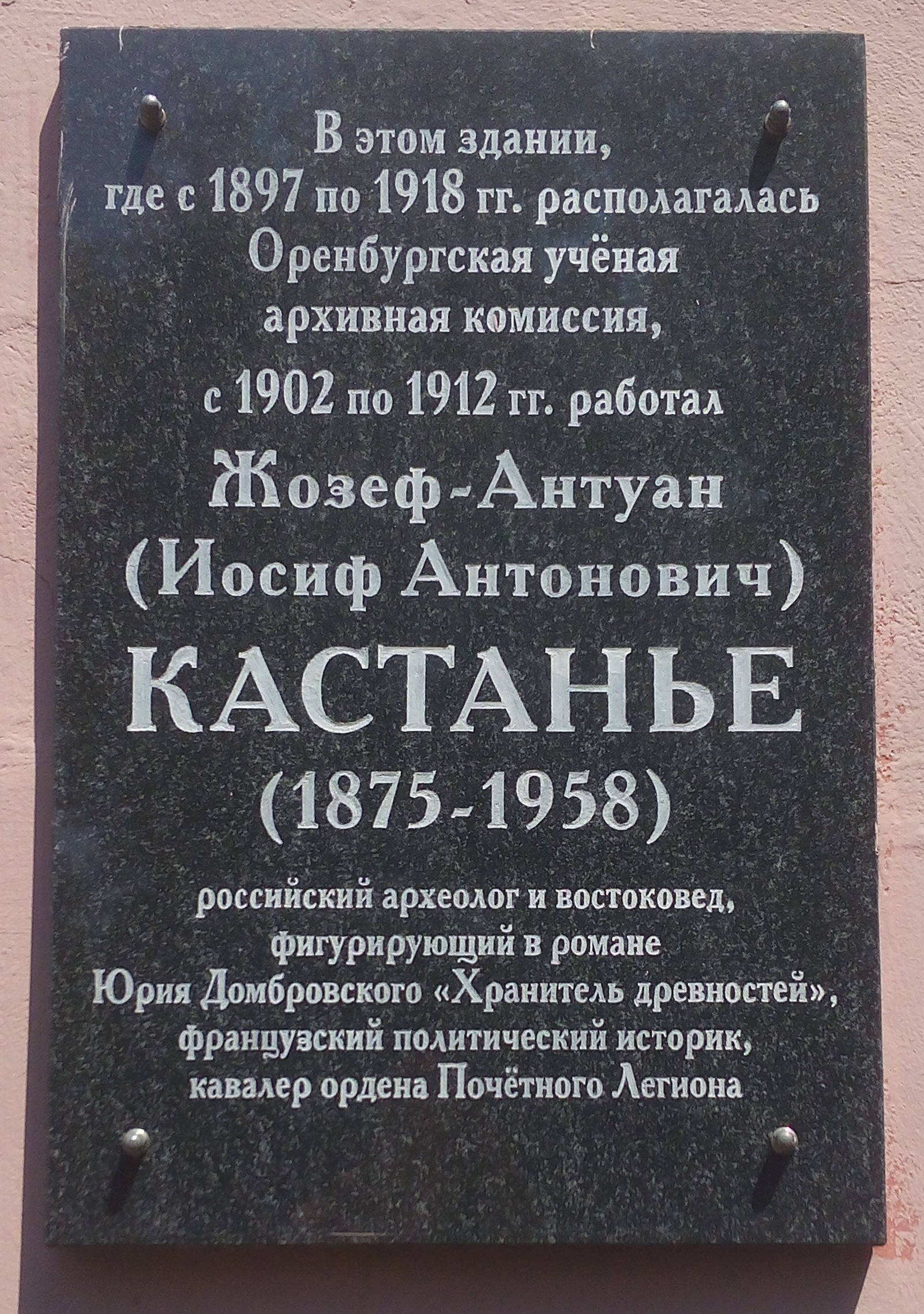
Мемормиальная доска в Оренбурге

28 сентября 1913 года Ж.-А. Кастанье принял российское подданство.
В 1912 году он был переведен по его просьбе в Ташкент, где Ж. Кастанье служил в Ташкентском реальном училище преподавателем французского языка и классным наставником, преподавал также в Ташкентском кадетском корпусе, одновременно активно продолжая свои археологические исследования края. В 1912 году он стал членом Туркестанского кружка любителей археологии (ТКЛА), а спустя год вступает в члены Туркестанского отдела Русского Императорского географического общества (ТОРИГО).
Также Ж. Кастанье входил в наблюдательной комитет при Туркестанском народном музее и библиотеке, занимался составлением новых музейных коллекций.
Научные интересы Кастанье были многогранны, его интересовала археология, этнография, лингвистика и история Туркестана. В течение многих лет Ж.-А. Кастанье регулярно публиковал результаты своих исследований на страницах престижного французского журнала «Revue du Monde musulman», возглавляемого Луи Массиньоном.
Выдающийся российский востоковед В. В. Бартольд отмечал строгий научный подход Кастанье в сборе археологического материала, столь редкий для археологов-любителей того времени. Вот отзыв В. В. Бартольда о работе Кастанье:

«… было бы вполне возможным теперь же составить археологическую карту Туркестана, на которую впоследствии могли бы заноситься поправки и дополнения, тем более, что выполнение этой работы в значительной степени подготовлено одним из недавно покинувших край исследователей Кастанье.
…
Из частных собраний археологических предметов, с которыми мне удалось ознакомиться, можно упомянуть о собрании, принадлежащем Ж.-А. Кастанье. Собрание является результатом многочисленных командировок и разъездов и хранится в полном порядке; происхождение каждого предмета точно указано».

Ряд советских археологов и историков придерживались иного мнения о Ж. Кастанье. Например, М. Е. Массон считал, что он был «полным профаном во всем, что касалось среднеазиатских древностей». А советские историки А. Ч. Абуталибов, А. Х. Бабоходжаев, А. И. Зевелев, Ю. А. Поляков, Л. Шишкина и др. считали, что Кастанье «был одним из агентов французского Второго бюро и английской Интелледженс Сервис, „пособником буржуазного империализма“».
Во время Первой мировой войны Ж. Кастанье выполнял определенные дипломатические поручения.
После революции в России в октябре 1917 года и прихода к власти в Ташкенте в ноябре 1917 года коалиции большевиков и левых эсеров Ж. Кастанье, решив с семьёй вернуться во Францию, отказался от российского подданства и в течение некоторого времени выполнял отдельные поручения Министерства иностранных дел Франции. Наряду с этим он некоторое время ещё продолжал работать над составлением археологической карты Средней Азии, состоял в археологической секции Комиссии по охране памятников старины и искусства Туркестанской республики. Но в 1918 году ВЧК, подозревая Ж. Кастанье в участии в антисоветском заговоре, сначала установило за ним слежку, а затем в сентябре 1918 года стало готовить его арест. Будучи предупреждённым об опасности ареста, он осенью 1918 года сначала перешёл на нелегальное положение, а затем сумел скрыться в горах Ферганы, где провёл 19 месяцев вплоть до февраля 1919 года. Известно, что его жена и дочь покинули Туркестан в 1918 году.
В сентябре 1920 года он вместе с бывшими военнопленными уехал во Францию. С момента своего приезда во Францию Кастанье работал в качестве переводчика в Министерстве иностранных дел Франции, в службе изучения иностранной прессы и редактором аналитического бюллетеня русской прессы.
Во Франции Ж. Кастанье издал ряд книг по истории и новейшей политической истории Средней Азии, в том числе и книгу под названием «Басмачи», в которой достаточно объективно и непредвзято описывал причины возникновения так называемого «басмаческого движения» в Средней Азии. Живя в довольно стеснённых условиях во Франции, уже немолодой учёный написал цикл работ, посвящённых истории Туркестана, в которых он с огромной любовью описывает край, в котором ему довелось жить. Однако эти работы в советской историографии рассматривались крайне тенденциозно, так как сам археолог с подачи советских спецслужб считался «агентом империалистических держав» и одним из вдохновителей и организаторов борьбы против власти большевиков в Средней Азии.
С 1921 года Ж. Кастанье работал корреспондентом Парижского антропологического общества. В сентябре 1925 года по представлению Ш. Бонэ, бывшего вице-резидента Франции в Тонкине, министра Франции и шефа службы архива и шифровки в Министерстве иностранных дел, Кастанье был удостоен звания кавалера ордена Почётного легиона.
Печатные работы Ж. Кастанье практически перестали издаваться с середины 30-х годов XX века, когда он предположительно вышел на пенсию. Также предположительно в начале 50-х годов XX века он переехал на жительство в Монпелье, где и умер в январе 1958 года.
Судьба его научного архива, коллекции среднеазиатских древностей, знаменитой археологической карты Средней Азии и многочисленных фотографий в настоящее время неизвестна.

## Награды и премии
За свою плодотворную работу в России Ж.-А. Кастанье получил в России премию имени В. Н. Витевского, а также был награждён орденом Святого Станислава III степени (1908) и Святой Анны III степени (1913). За свой труд «Древности Киргизской степи и Оренбургского края» Кастанье удостоился письменной благодарности министра народного просвещения России. Также он довольно успешно продвигался по служебной лестнице: в 1908 году он получил чин коллежского асессора, в 1909 году — надворного советника, а ещё через год производится в чин коллежского советника, что соответствовало воинскому званию капитана I ранга во флоте или полковнику в армии и давало право личного дворянства в Российской империи.
В 1925 году во Франции он был награждён Орденом Почётного легиона.
30 октября 2017 года на здании фондохранилища музея истории Оренбурга открыта мемориальная доска Ж.-А. Кастанье.

## Упоминание в литературе
В романе Юрия Домбровского «Хранитель древностей» упоминается Иосиф Антонович Кастанье — учёный секретарь Оренбургской архивной комиссии.